# 考那斯水庫

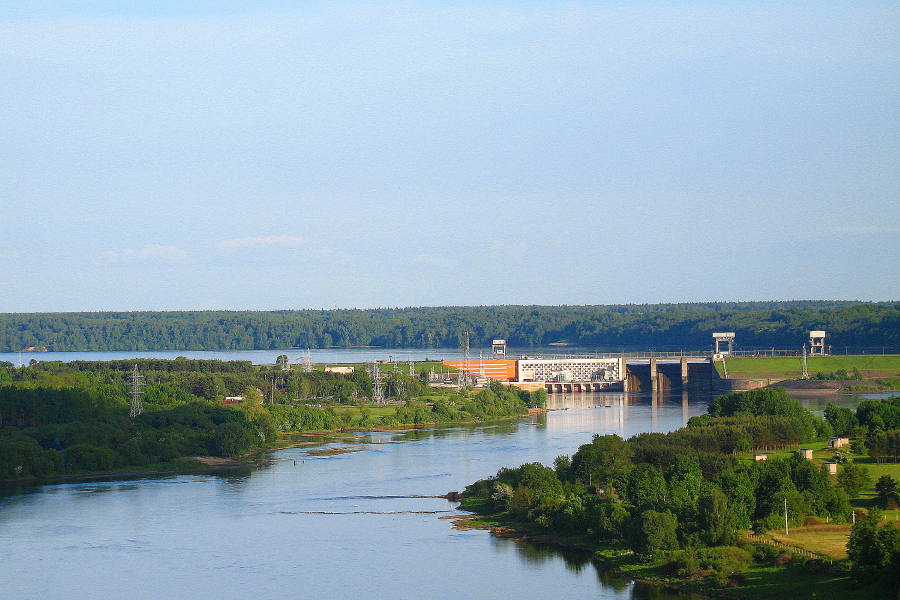
水力發電廠

54°51′10″N 24°10′02″E / 54.85278°N 24.16722°E
考那斯水庫是位於立陶宛城市考那斯附近的一座水庫，也是立陶宛最大的水庫，面積為63.5平方（24.5平方英里），佔立陶宛總面積的0.1%。

## 外部連結
- Kaunas Reservoir Regional Park